# Mäntyharju
Mäntyharju är en kommun i landskapet Södra Savolax i Finland. Kommunen har 5 635 invånare och en yta på 1 210,98 kvadratkilometer. Grannkommuner är Heinola, Hirvensalmi, Kouvola, S:t Michel och Savitaipale.
Pertunmaa kommun upplöstes och gick samman med Mäntyharju kommun den 1 januari 2025.
Mäntyharju är enspråkigt finskt.

## Politik

### Mandatfördelning i Mäntyharju kommun, valen 1976–2021
| 2 | 9 | 12 |  | 2 | 9 |

|  | 9 |  | 10 |  | 2 | 11 |

|  | 8 | 3 | 2 | 10 |  | 10 |

|  | 6 | 3 |  | 9 | 7 |

|  | 6 | 6 | 7 |  | 6 |

|  | 4 | 7 | 8 |  | 6 |

| 4 | 6 | 9 | 2 | 6 |

| 7 | 5 | 8 |  | 6 |

| 22 | 5 |

| 7 | 4 | 8 |  | 7 |

| 18 | 9 |

| 4 | 5 | 4 | 8 | 6 |

| 19 | 8 |

| 5 | 3 | 3 | 9 |  | 6 |

| 20 | 7 |

| 4 | 5 | 3 | 7 |  | 7 |

| 19 | 8 |

## Kommunikationer
Från Mäntyharju järnvägsstation vid Savolaxbanan finns tågförbindelser söderut mot Kouvola och Helsingfors samt norrut mot S:t Michel, Kuopio och Uleåborg. Det går 5-6 turer i vardera riktning per dag.

## Befolkningsutveckling
| Befolkningsutvecklingen i Mäntyharju kommun 1975–2020                                                        | Befolkningsutvecklingen i Mäntyharju kommun 1975–2020 | Befolkningsutvecklingen i Mäntyharju kommun 1975–2020 | Befolkningsutvecklingen i Mäntyharju kommun 1975–2020 | Befolkningsutvecklingen i Mäntyharju kommun 1975–2020 |
| --- | ----------------------------------------------------- | ----------------------------------------------------- | ----------------------------------------------------- | ----------------------------------------------------- |
| |                                                       |                                                       |                                                       |                                                       |
| År |                                                       |                                                       | Folkmängd                                             |                                                       |
| 1975 | 1975                                                  |                                                       | 8 371                                                 |                                                       |
| 1980 | 1980                                                  |                                                       | 8 156                                                 |                                                       |
| 1985 | 1985                                                  |                                                       | 8 071                                                 |                                                       |
| 1990 | 1990                                                  |                                                       | 7 774                                                 |                                                       |
| 1995 | 1995                                                  |                                                       | 7 498                                                 |                                                       |
| 2000 | 2000                                                  |                                                       | 7 131                                                 |                                                       |
| 2005 | 2005                                                  |                                                       | 6 862                                                 |                                                       |
| 2010 | 2010                                                  |                                                       | 6 456                                                 |                                                       |
| 2015 | 2015                                                  |                                                       | 6 159                                                 |                                                       |
| 2020 | 2020                                                  |                                                       | 5 676                                                 |                                                       |
| Anm: Uppgifterna avser förhållandena den 31 december nämnda år enligt områdesindelningen den 1 januari 2022. |                                                       |                                                       |                                                       |                                                       |

## Sevärdheter / evenemang
- Gamla kyrkbyn
- Konstcentret Salmela
- Hembygdsmuseet
- Sommarteater
- Musikfestival
- Finlands näst största träkyrka